# ۱۱۳۷ (قمری)
۱۱۳۷ (قمری)، هزار و صد و سی و هفتمین سال در گاهشماری هجری قمری است. اول محرم این سال برابر با بیستم سپتامبر سال ۱۷۲۴ میلادی است.

## وابسته
- فاضل اصفهانی